# Byrkjelo Stadion
Byrkjelo Stadion – wielofunkcyjny stadion w Byrkjelo, w Norwegii. Został otwarty w latach 50. XX wieku. Na obiekcie trzykrotnie rozegrano lekkoatletyczne Mistrzostwa Norwegii (w latach 1988, 1999 i 2011). W przeszłości na stadionie rozgrywany był także mityng lekkoatletyczny Byrkjelo Games.